# Trường Đại học Khoa học Xã hội và Nhân văn, Đại học Quốc gia Hà Nội
Trường Đại học Khoa học Xã hội và Nhân văn (tiếng Anh: VNU University of Social Sciences and Humanities – VNU-USSH) là một trường đại học thành viên của Đại học Quốc gia Hà Nội. Trụ sở chính của Trường đặt tại số 336 Nguyễn Trãi, phường Thanh Xuân Trung, quận Thanh Xuân, thành phố Hà Nội. Hiện nay, Nhà trường đang đào tạo 13.000 sinh viên các hệ, trong đó có 3.100 học viên cao học và 292 nghiên cứu sinh. Số lượng cán bộ, giảng viên là 500 người, trong đó có 15 Giáo sư, 94 Phó Giáo sư, 168 Tiến sĩ khoa học và Tiến sĩ cùng 192 Thạc sĩ.

## Lịch sử hình thành
Ngày 10 tháng 10 năm 1945, Chủ tịch Hồ Chí Minh ký Sắc lệnh số 45/SL thành lập Ban Đại học Văn khoa - tiền thân của Trường Đại học Khoa học Xã hội và Nhân văn. Tuy nhiên, Nghị định của Bộ trưởng Bộ Quốc gia Giáo dục ký ngày 03 tháng 11 năm 1945 tiếp nối Sắc lệnh số 45/SL đã thay đổi danh xưng và xác định lại tên đơn vị là Trường Đại học Văn khoa.
Ngày 15 tháng 11 năm 1945, lễ khai giảng đầu tiên của Trường Đại học Quốc gia Việt Nam do Chủ tịch Hồ Chí Minh chủ tọa được tổ chức tại trụ sở của Đại học Đông Dương (cũ). Trường bao gồm 5 ban (Y khoa, Khoa học, Văn khoa, Chính trị Xã hội, Mỹ thuật), trong đó có Ban Văn khoa do GS Đặng Thai Mai làm Giám đốc, gồm 10 khoa được xếp thành 4 chuyên khoa: Triết lý, Việt học, Hán học, Sử ký - Địa dư học.
Ngày 5 tháng 6 năm 1956, Chính phủ Việt Nam ra Quyết định số 2183/TC thành lập Trường Đại học Tổng hợp Hà Nội trên cơ sở các trường tiền thân (Đại học Khoa học, Đại học Văn khoa, Đại học Khoa học cơ bản, Dự bị Đại học Liên khu IV), trở thành trường đại học khoa học cơ bản đầu tiên (khoa học tự nhiên - khoa học xã hội và nhân văn) tại miền Bắc Việt Nam ngay sau khi hòa bình được lập lại.
Ngày 10 tháng 12 năm 1993, Thủ tướng Võ Văn Kiệt ký Nghị định 97/CP về việc thành lập Đại học Quốc gia Hà Nội, trong đó có Trường Đại học Khoa học Xã hội và Nhân văn được xây dựng trên cơ sở các đơn vị đào tạo/nghiên cứu về khoa học xã hội và nhân văn của Trường Đại học Tổng hợp Hà Nội.
Tháng 9 năm 1995, Trường Đại học Khoa học Xã hội và Nhân văn chính thức được thành lập, trở thành đơn vị độc lập nằm trong Đại học Quốc gia Hà Nội. Hiệu trưởng đầu tiên của Nhà trường là GS.TS Phùng Hữu Phú (nguyên Bí thư Đảng ủy, Phó Hiệu trưởng Trường Đại học Tổng hợp Hà Nội).

## Ban Giám hiệu
- Hiệu trưởng: GS.TS. Hoàng Anh Tuấn[9]: Phụ trách chung, chiến lược và kế hoạch phát triển Nhà trường, tổ chức cán bộ, đối ngoại, truyền thông, tài chính, hành chính, cơ sở vật chất.
- Hiệu phó:

1. GS.TS. Lại Quốc Khánh[10]: Phụ trách đào tạo, chính trị và công tác học sinh - sinh viên, thanh tra - pháp chế và một số nhiệm vụ khác khi được Hiệu trưởng phân công.
2. PGS.TS. Đào Thanh Trường: Phụ trách nghiên cứu khoa học, công bố quốc tế, đảm bảo chất lượng đào tạo và một số nhiệm vụ khác khi được Hiệu trưởng phân công. Ngày 2/8/2024, được Thủ tướng bổ nhiệm làm Phó giám đốc Đại học Quốc gia Hà Nội[11]
3. PGS.TS. Đặng Thị Thu Hương: Phụ trách truyền thông; đào tạo; công tác học sinh - sinh viên; đảm bảo chất lượng đào tạo và một số nhiệm vụ khác khi được Hiệu trưởng phân công

## Hiệu trưởng qua các thời kỳ (từ năm 1995 đến nay)
| TT | Hiệu trưởng             | Thời gian   | Chuyên ngành                |
| -- | ----------------------- | ----------- | --------------------------- |
| 1  | GS.TS. Phùng Hữu Phú    | 1995 - 1999 | Chủ nghĩa cộng sản khoa học |
| 2  | PGS.TS. Phạm Quang Long | 1999 - 2001 | Văn học                     |
| 3  | PGS.TS. Phạm Xuân Hằng  | 2001 - 2006 | Sử liệu học                 |
| 4  | GS.TS. Nguyễn Văn Khánh | 2006 - 2015 | Lịch sử Việt Nam            |
| 5  | GS.TS. Phạm Quang Minh  | 2015 - 2020 | Đông Nam Á học              |
| 6  | GS.TS. Hoàng Anh Tuấn   | 2021 - nay  | Lịch sử thế giới            |

## Các viện đào tạo, khoa và bộ môn trực thuộc

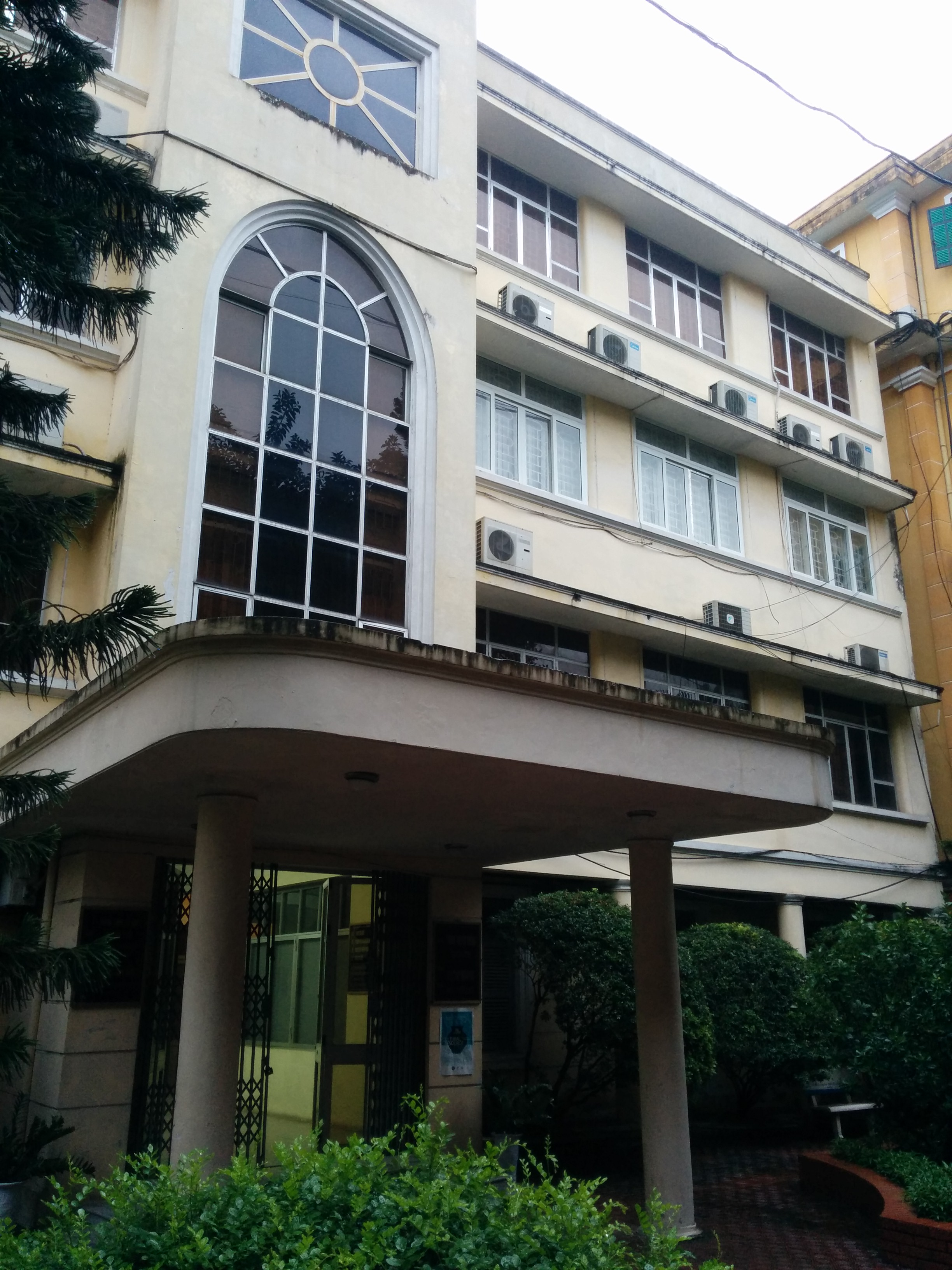

### Viện Đào tạo Báo chí và Truyền thông
Được thành lập từ năm 1990, Khoa Báo chí (Trường Đại học Tổng hợp) - nay là Viện Đào tạo Báo chí và Truyền thông (Trường Đại học Khoa học Xã hội và Nhân văn) - là một trong hai trung tâm đào tạo và nghiên cứu báo chí/truyền thông lớn nhất ở Việt Nam, là đơn vị đầu tiên đào tạo/nghiên cứu báo chí tại một trường đại học không nằm trong hệ thống trường Đảng. Từ đó cho đến nay, Viện đã tiến hành đào tạo hơn 10.000 cử nhân hệ chính quy và phi chính quy, cùng hàng trăm thạc sĩ và tiến sĩ, phục vụ hiệu quả cho nền báo chí và ngành công nghiệp truyền thông Việt Nam.

### Khoa Du lịch học
Khoa Du lịch học được thành lập vào năm 1995, là cơ sở trọng điểm quốc gia đào tạo về ngành Quản trị dịch vụ du lịch và lữ hành, ngành Quản trị khách sạn. Gần 3000 sinh viên chính quy và hàng trăm thạc sĩ hiện đang công tác tại các doanh nghiệp du lịch - khách sạn, các khu du lịch, các cơ quan quản lý nhà nước về du lịch, các trường đại học và cao đẳng có đào tạo du lịch trên cả nước. Khoa được đánh giá là một đơn vị tích cực tham gia các hoạt động chung đối với ngành du lịch Việt Nam và Hà Nội.
Khoa Du lịch học hiện là cơ sở duy nhất trên cả nước đào tạo thạc sĩ chuyên ngành Du lịch.

### Khoa Đông phương học
Từ năm 1993, ngành Đông phương học được thành lập tại Trường Đại học Tổng hợp Hà Nội, sau 2 năm đào tạo thử nghiệm (đến năm 1995), Khoa Đông phương học chính thức trở thành khoa trực thuộc Trường Đại học Khoa học Xã hội và Nhân văn. Khoa có nhiệm vụ đào tạo cử nhân thuộc 5 chuyên ngành: Nhật Bản học, Trung Quốc học, Hàn Quốc học, Ấn Độ học và Đông Nam Á học (trong đó Thái Lan học được coi là tâm điểm trong nghiên cứu về Đông Nam Á học). Hằng năm, điểm tuyển sinh đầu vào của sinh viên Khoa Đông phương học luôn dẫn đầu Nhà trường. Khoa Đông phương học cũng là một trong những khoa đứng đầu về quan hệ hợp tác với hàng chục trường đại học danh tiếng trong khu vực và trên thế giới (Đại học Bắc Kinh, Đại học Tokyo, Đại học Osaka, Đại học Seoul, Đại học Pusan, Đại học Chulalonkon, Đại học Jawaharlal Nehru, Đại học Delhi,...).
Các học bổng trợ cấp, học bổng du học và những đợt thực tập nước ngoài là điểm hấp dẫn nổi bật của Khoa. Hàng năm, sinh viên Khoa Đông phương học đều nhận được nhiều suất học bổng trợ cấp của các trường đối tác, các Đại sứ quán hoặc doanh nghiệp nước ngoài như Japan Foudation, Korea Foudation, Toshiba Foudation,...

### Khoa Khoa học chính trị
Bộ môn Khoa học chính trị có từ năm 1995 (tên gọi ban đầu là Bộ môn Tư tưởng Hồ Chí Minh và Khoa học chính trị) được phát triển thành Khoa Khoa học chính trị vào năm 2011, đây là cơ sở đầu tiên đào tạo đại học ngành Chính trị học trong khối các trường đại học của Việt Nam. Chương trình đào tạo/nghiên cứu được xây dựng trên cơ sở thâm nhập vào chương trình đào tạo khoa học chính trị của thế giới, mở rộng quan hệ quốc tế, và hình thành một ngành khoa học chính trị đúng nghĩa, đồng thời đảm bảo tính chính trị của Việt Nam. Khoa đã và đang đào tạo hàng trăm học viên cao học, nghiên cứu sinh, hàng trăm sinh viên đại học và khai giảng các khóa Bồi dưỡng giảng viên môn học Tư tưởng Hồ Chí Minh.
Chủ nhiệm đầu tiên của Khoa Khoa học chính trị là GS.TS Phùng Hữu Phú - Hiệu trưởng đầu tiên của Trường Đại học Khoa học Xã hội và Nhân văn.

### Khoa Khoa học quản lý
Năm 2002, Bộ môn Khoa học quản lý trực thuộc Trường Đại học Khoa học Xã hội và Nhân văn được thành lập trên cơ sở hợp nhất Bộ môn Quản lý xã hội (thuộc Khoa Triết học, có từ năm 1995) và Bộ môn Khoa học luận (thuộc Khoa Xã hội học, có từ năm 1999). Đến năm 2006, Khoa Khoa học Quản lý được thành lập trên cơ sở tiền thân là Bộ môn Khoa học quản lý trước đó.

### Khoa Lịch sử
Năm 1956, Trường Đại học Tổng hợp Hà Nội lúc đầu chỉ có hai ban là Ban Khoa học và Ban Văn khoa. Trong năm đó, Ban Văn khoa được chia thành hai khoa: Văn học và Lịch sử, Khoa Lịch sử chính thức ra đời từ đây. Khoa Lịch sử là một trong những khoa khoa học cơ bản hàng đầu của Trường Đại học Khoa học Xã hội Nhân văn, là cơ sở hàng đầu của cả nước trong nghiên cứu và đào tạo sử học. Khoa có đội ngũ cán bộ trình độ cao, nhiều chuyên gia đầu ngành như: GS. Trần Văn Giàu, GS. Đào Duy Anh, GS Trần Đức Thảo, GS. Đinh Xuân Lâm, GS. Phan Huy Lê, GS. Hà Văn Tấn, PGS. Lê Mậu Hãn, GS Phan Đại Doãn, GS. Vũ Dương Ninh, GS. Trần Quốc Vượng, GS.TS. Phan Hữu Dật, PGS.TS. Hán Văn Khẩn, PGS.TS. Hoàng Văn Khoán, PGS. Nguyễn Quốc Hùng, PGS. Vương Đình Quyền, PGS.TS. Vũ Quang Hiển, PGS.TS. Nguyễn Thừa Hỷ, PGS. Nguyễn Văn Hàm, GS.TS. Phùng Hữu Phú, GS.TSKH Vũ Minh Giang, GS.TS. Nguyễn Văn Kim, GS.TS. Lâm Thị Mỹ Dung...
Khoa Lịch sử cũng là đơn vị có quan hệ hợp tác quốc tế rộng rãi về đào tạo và nghiên cứu khoa học, đã và đang có quan hệ với nhiều trường đại học, viện nghiên cứu của các nước như Pháp, Đức, Hà Lan, Nga, Úc, Nhật Bản, Hàn Quốc, Trung Quốc, Thái Lan,... Nhiều cán bộ và sinh viên của Khoa được tu nghiệp, được đào tạo ở nước ngoài, nhiều học giả, sinh viên nước ngoài cũng đẫ đến Khoa trao đổi học thuật và học tập là kết quả tốt đẹp của sự hợp tác này. Khoa cũng đã hợp tác tốt với các trường đại học, các viện nghiên cứu nước ngoài triển khai nhiều hội thảo quốc tế, nhiều chương trình nghiên cứu khoa học.

### Khoa Lưu trữ học và Quản trị văn phòng
- Năm 1967, Bộ môn Lưu trữ học được thành lập - trực thuộc Khoa Lịch sử, Trường đại học Tổng hợp Hà Nội.
- Năm 1996, Bộ môn được phát triển thành Khoa Văn thư và Lưu trữ học, Trường Đại học Khoa học Xã hội và Nhân văn.
- Năm 1997, Khoa được đổi tên thành Khoa Lưu trữ học và Quản trị văn phòng, Trường Đại học Khoa học Xã hội và Nhân văn.

### Khoa Ngôn ngữ học
Khoa Ngôn ngữ học được thành lập vào năm 1996 trên cơ sở ngành Ngôn ngữ học của Khoa Ngữ Văn, Trường Đại học Tổng hợp Hà Nội (1956 -1996).
Khoa là đơn vị duy nhất ở Việt Nam đào tạo ngôn ngữ học, sứ mệnh của Khoa là nghiên cứu các vấn đề ngôn ngữ và văn hoá, đào tạo các nhà nghiên cứu, giảng dạy và ứng dụng về ngôn ngữ học, về tiếng Việt và văn hoá Việt Nam, ngôn ngữ và văn hoá các dân tộc ở Việt Nam và Đông Nam Á.
Khoa Ngôn ngữ học đã đào tạo hơn 1500 cử nhân, hơn 400 thạc sĩ và 130 tiến sĩ về Ngôn ngữ học, Việt ngữ học, Ngôn ngữ và văn hoá các dân tộc thiểu số ở Việt Nam. Các sinh viên tốt nghiệp từ Khoa Ngôn ngữ học hiện đang làm việc ở nhiều trường đại học, trung tâm nghiên cứu, các cơ quan thông tin, báo chí,...

### Khoa Nhân học và Tôn giáo học
- Năm 1960, Bộ môn Dân tộc học được thành lập – trực thuộc Khoa Lịch sử, Trường Đại học Tổng hợp Hà Nội.
- Năm 2004, Bộ môn được đổi tên thành Bộ môn Nhân học trực thuộc Khoa Lịch sử, Trường Đại học Khoa học Xã hội và Nhân văn.
- Năm 2010, Bộ môn Nhân học trở thành bộ môn trực thuộc Trường Đại học Khoa học Xã hội và Nhân văn.
- Năm 2015, Bộ môn được phát triển thành Khoa Nhân học, Trường Đại học Khoa học Xã hội và Nhân văn.[22]
- Năm 2025, Ngày 21 tháng 2 năm 2025 theo Quyết định số 1114/QĐ-XHNV, Hiệu trưởng Trường Đại học Khoa học Xã hội và Nhân văn đã ban hành quyết định thành lập Khoa Nhân học và Tôn giáo học trên cơ sở hợp nhất nguyên trạng Khoa Nhân học và Tôn giáo học và tiếp nhận chức năng, nhiệm vụ của Trung tâm Nghiên cứu Tôn giáo đương đại [23]

### Khoa Quốc tế học
Khoa Quốc tế học được thành lập vào năm 1995. Hiện nay khoa đào tạo cả ba chương trình cử nhân Quốc tế học, thạc sĩ và tiến sĩ chuyên ngành Quan hệ quốc tế. Chương trình đào tạo cử nhân của Khoa gồm 4 chuyên ngành là: Quan hệ quốc tế, Nghiên cứu Phát triển quốc tế, Châu Mỹ học và Châu Âu học.

### Khoa Tâm lý học
Khoa Tâm lý học là cơ sở đào tạo, nghiên cứu, ứng dụng các thành tựu khoa học tâm lý có uy tín trên toàn quốc. Ngay từ khi thành lập, Khoa đã đề ra nhiệm vụ xây dựng chương trình đào tạo tiên tiến theo hướng hội nhập khu vực và quốc tế, mỗi năm khoa có khoảng 70 - 80 cử nhân tốt nghiệp, 20 - 25 học viên được nhận bằng thạc sĩ và 5 - 7 nghiên cứu sinh bảo vệ thành công luận án tiến sĩ. Khoa có 5 chương trình đào tạo dành cho cả ba hệ cử nhân, thạc sĩ, tiến sĩ.

### Khoa Thông tin - Thư viện
- Năm 1973, Ngành Thông tin – Thư viện được đào tạo tại Khoa Lịch sử Trường Đại học Tổng hợp Hà Nội.
- Năm 1996, Bộ môn Thông tin – Thư viện trở thành đơn vị trực thuộc Trường Đại học Khoa học Xã hội và Nhân văn.
- Năm 2004, Bộ môn được phát triển thành Khoa Thông tin – Thư viện, Trường Đại học Khoa học Xã hội và Nhân văn.

### Khoa Triết học
Được thành lập từ năm 1976, Khoa Triết học hiện là một trong những cơ sở đào tạo đại học và sau đại học hàng đầu về chuyên ngành triết học ở Việt Nam, là một trong những trung tâm nghiên cứu và tổ chức các hội thảo triết học trong nước và quốc tế có uy tín ở Việt Nam. Khoa là cơ sở giảng dạy các môn khoa học Mác - Lênin và triết học cho toàn bộ các đơn vị đào tạo thuộc Đại học Quốc gia Hà Nội từ cử nhân đến sau đại học.
Khoa hợp tác với nhiều cơ sở giảng dạy và nghiên cứu lớn trong nước như Viện Triết học và một số viện khác thuộc Viện Hàn lâm Khoa học Xã hội Việt Nam, Học viện Chính trị Quốc gia Hồ Chí Minh, Khoa Triết học – Trường Đại học Sư phạm Hà Nội, Khoa Triết học – Trường Đại học Khoa học Xã hội và Nhân văn, Đại học Quốc gia Thành phố Hồ Chí Minh,...; hợp tác quốc tế ở Đức, Áo, Nga, Pháp, Hàn Quốc, Trung Quốc, Đài Loan,...

### Khoa Văn học
Ra đời vào năm 1956, trải qua nhiều lần tách nhập với các tên gọi khác nhau như Khoa Xã hội, Khoa Văn-Sử, Khoa Ngữ văn, cho đến nay, Khoa Văn học đã đi qua một chặng đường 60 năm xây dựng và phát triển. Khoa Văn học là một trong những cơ sở đầu ngành đại học của cả nước về giảng dạy và nghiên cứu Văn học Việt Nam từ dân gian đến hiện đại, Hán Nôm, Lý luận văn học, Nghệ thuật học, Văn học Trung Quốc, Văn học Nga, Văn học Pháp, Văn học Đức, Văn học Anh, Văn học Hy Lạp - La Mã,...
Từ năm 1956 đến nay, hàng ngàn sinh viên tốt nghiệp từ Khoa Văn học đã và đang làm việc ở các viện nghiên cứu, các trường đại học và cao đẳng, các cơ quan quản lý, các nhà xuất bản, các cơ quan truyền thông báo chí, phát thanh và truyền hình, các cơ quan văn hóa – nghệ thuật ở trung ương và địa phương. Trong số đó, nhiều người đã trở thành giáo sư, giảng viên, nhà khoa học, nhà văn, nhà thơ, nhà báo nổi tiếng.

### Khoa Việt Nam học và Tiếng Việt
- Năm 1956, Tổ Việt ngữ trực thuộc Trường Đại học Tổng hợp Hà Nội.
- Năm 1968, Khoa Tiếng Việt trên cơ sở Tổ Việt ngữ trở thành đơn vị trực thuộc Trường Đại học Tổng hợp Hà Nội.
- Năm 1995, Khoa đổi tên thành Khoa Tiếng Việt và Văn hoá Việt Nam cho người nước ngoài, Trường Đại học Khoa học Xã hội và Nhân văn.
- Năm 2008, Khoa tiếp tục đổi tên thành Khoa Việt Nam học và Tiếng Việt, Trường Đại học Khoa học Xã hội và Nhân văn.[24]

### Khoa Xã hội học và Công tác Xã hội
- Năm 1991, Khoa Xã hội học - Tâm Lý học được thành lập theo quyết định của Bộ trưởng Bộ Giáo dục và Đào tạo.
- Năm 1997, Giám đốc Đại học Quốc gia Hà Nội đã ra quyết định tách Khoa Xã hội học - Tâm lý học thành hai khoa: Khoa Xã hội học và Khoa Tâm lý học.
- Từ năm 2006, bên cạnh việc đào tạo chuyên ngành Xã hội học, Khoa là một trong những cơ sở đầu tiên của cả nước đào tạo chuyên ngành Công tác xã hội.
- Ngày 21/2/2025, Khoa Xã hội học đổi tên thành Khoa Xã hội học và Công tác xã hội theo quyết định 1080/QĐ-XHNV về việc đổi tên Khoa Xã hội học[25]

## Các ngành và chuyên ngành đào tạo

### Đại học
- Báo chí
- Chính trị học
- Công tác xã hội
- Đông phương học
- Hán Nôm
- Khoa học quản lý
- Khoa học thư viện
- Lịch sử
- Lưu trữ học
- Ngôn ngữ học
- Nhân học
- Quan hệ công chúng
- Quản trị dịch vụ du lịch và lữ hành
- Quản trị khách sạn
- Quản trị văn phòng
- Quốc tế học
- Tâm lý học
- Thông tin học
- Triết học
- Tôn giáo học
- Văn hóa học
- Văn học
- Việt Nam học
- Xã hội học

* Sinh viên có thể đăng ký chương trình chất lượng cao hoặc chương trình liên kết để nâng cao chất lượng đào tạo.

### Thạc sĩ
- Báo chí học
- Châu Á học
- Chính trị học
- Chủ nghĩa xã hội khoa học
- Công tác xã hội
- Du lịch
- Hán Nôm
- Hồ Chí Minh học
- Khảo cổ học
- Khoa học quản lý
- Khoa học thông tin - thư viện
- Lịch sử Đảng Cộng sản Việt Nam
- Lịch sử sử học và sử liệu học
- Lịch sử thế giới
- Lịch sử văn hoá Việt Nam
- Lịch sử Việt Nam
- Lưu trữ học
- Lý luận văn học
- Lý luận, lịch sử và phê bình điện ảnh - truyền hình
- Ngôn ngữ học
- Nhân học
- Quan hệ quốc tế
- Quản lý khoa học và công nghệ
- Tâm lý học
- Tôn giáo học
- Triết học
- Văn học dân gian
- Văn học nước ngoài
- Văn học Việt Nam
- Việt Nam học
- Xã hội học

* Người học có thể đăng ký chương trình chất lượng cao hoặc chương trình liên kết để nâng cao chất lượng đào tạo.

### Tiến sĩ
- Báo chí học
- Chính trị học
- Chủ nghĩa xã hội khoa học
- Chủ nghĩa duy vật biện chứng và chủ nghĩa duy vật lịch sử
- Đông Nam Á học
- Hán Nôm
- Hồ Chí Minh học
- Khảo cổ học
- Lịch sử Đảng Cộng sản Việt Nam
- Lịch sử sử học và sử liệu học
- Lịch sử thế giới
- Lịch sử văn hoá Việt Nam
- Lịch sử Việt Nam
- Lưu trữ học
- Lý luận văn học
- Ngôn ngữ các dân tộc thiểu số Việt Nam
- Ngôn ngữ học
- Ngôn ngữ học so sánh-đối chiếu
- Ngôn ngữ Việt Nam
- Nhân học
- Quan hệ quốc tế
- Quản lý khoa học và công nghệ
- Tâm lý học
- Tôn giáo học
- Trung Quốc học
- Văn học dân gian
- Văn học nước ngoài
- Văn học Việt Nam
- Xã hội học

## Các đơn vị dịch vụ đào tạo
- Trung tâm Hàn ngữ Sejong Hà Nội
- Trung tâm Ngôn ngữ và Văn hoá Việt Nam (CVLC)
- Trung tâm Ngoại ngữ và Hợp tác Đào tạo (FLEC)

## Các đơn vị và trung tâm trực thuộc
- Trường THPT Khoa học Xã hội và Nhân văn
- Viện Chính sách và Quản lý (IPAM)
- Trung tâm Nghiên cứu và Phát huy tài nguyên văn hóa
- Trung tâm Nghiên cứu Trung Quốc (CCS)
- Trung tâm Nghiên cứu Tôn giáo đương đại (CECRS)
- Trung tâm Biển và Hải đảo
- Trung tâm Nghiên cứu liên ngành các Khoa học Xã hội
- Bảo tàng Nhân học
- Trung tâm Đào tạo và Ứng dụng Công nghệ thông tin (CAITT)
- Trung tâm Đảm bảo Chất lượng Giáo dục (CEQA)
- Trung tâm Hỗ trợ và Tư vấn tâm lý (CACP)
- Trung tâm Nghiên cứu Châu Á - Thái Bình Dương và Các vấn đề quốc tế (CAPASIR)
- Trung tâm Nghiên cứu Giới, Dân số, Môi trường và Các vấn đề xã hội (CGPESA)
- Trung tâm Nghiên cứu phát triển Dân tộc thiểu số - Miền núi và Lưu vực Sông Hồng
- Trung tâm Nghiên cứu và Ứng dụng Văn hoá Nghệ thuật (CACSA)

## Các cơ quan chức năng

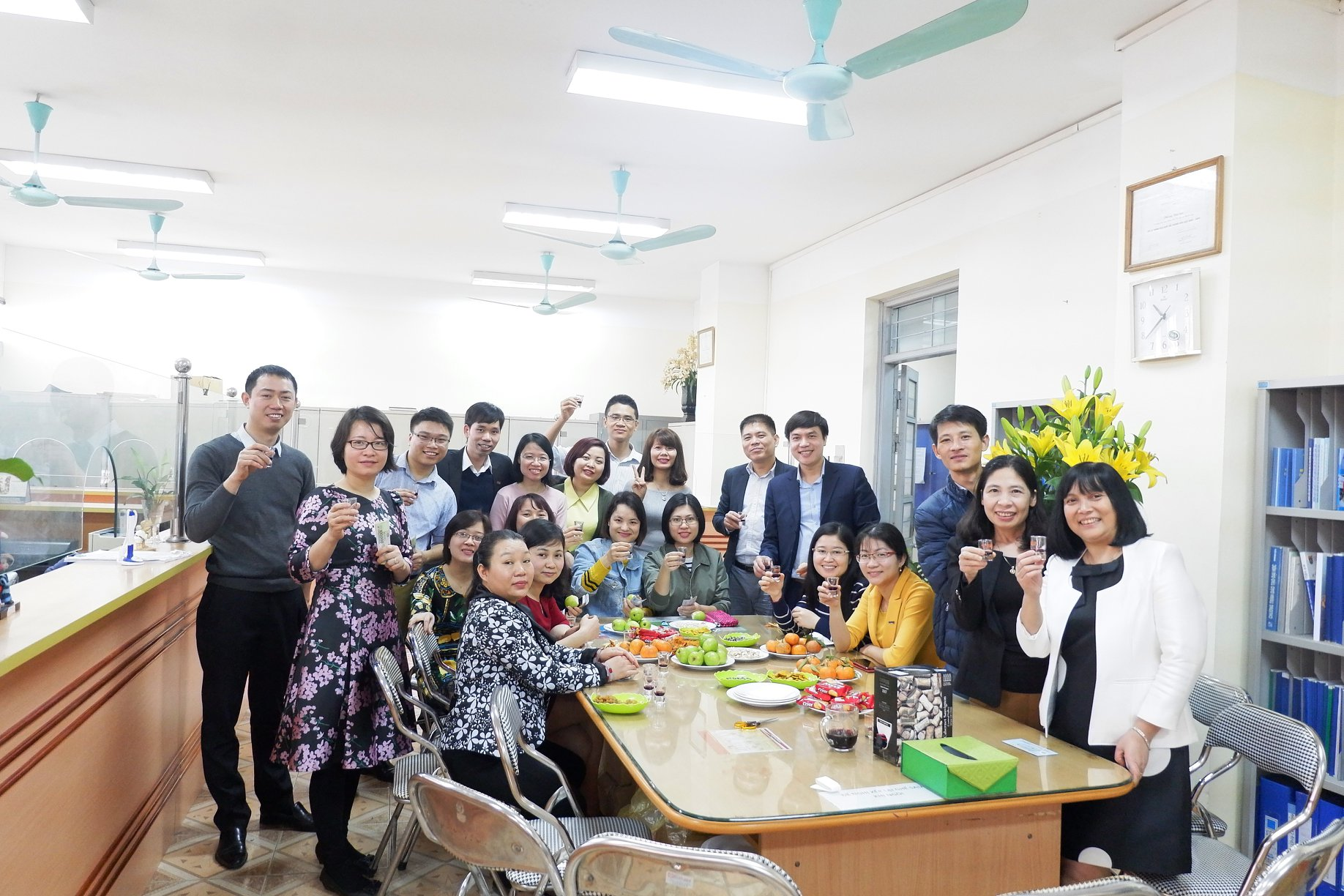
Một buổi gặp mặt nhân dịp Tết của Phòng Đào tạo

Trong kế hoạch tinh gọn, sắp xếp tổ chức bộ máy theo nghị quyết 18 NQ/TW thì các phòng chức năng dự kiến sắp xếp lại như sau:
- Văn phòng Hội đồng Trường và các Đoàn thể (hợp nhất từ VP Hội đồng Trường, VP Công đoàn, VP Đoàn Thanh niên, VP Hội Cựu chiến binh)
- Phòng Tổ chức cán bộ (hợp nhất từ Phòng Tổ chức cán bộ và VP Đảng uỷ)
- Phòng Khoa học - Đối ngoại - Tạp chí (Hợp nhất phòng Hợp tác và phát triển, phòng Quản lý nghiên cứu khoa học, Tạp chí Khoa học Xã hội và Nhân văn, bộ phận truyền thông thuộc Trung tâm Truyền thông và Công nghệ thông tin)
- Phòng Hành chính – Quản trị (Trung tâm Truyền thông và Công nghệ Thông tin sẽ ngừng hoạt động, theo đó bộ phận Công nghệ Thông tin chuyển sang Phòng Hành chính – Tổng hợp)
- Phòng Chính trị và Công tác sinh viên
- Phòng Đào tạo
- Phòng Kế hoạch - Tài chính
- Phòng Thanh tra và Pháp chế

## Đơn vị dịch vụ
- Công ty TNHH Dịch vụ Khoa học và Du lịch (TASS., Ltd)

## Trụ sở
- Trụ sở chính: Số 336 Nguyễn Trãi, quận Thanh Xuân, thành phố Hà Nội.
- Cơ sở 2: Khoa Việt Nam học và Tiếng Việt - Nhà B7 Bis, phố Trần Đại Nghĩa, quận Hai Bà Trưng, Hà Nội.

## Cựu sinh viên nổi bật
1. Nguyễn Phú Trọng, Tổng Bí thư Ban Chấp hành Trung ương Đảng Cộng sản Việt Nam.
2. Cao Xuân Huy, nhà nghiên cứu chuyên về lịch sử tư tưởng triết học phương Đông.
3. Đào Duy Anh, nhà sử học, địa lý, từ điển học, ngôn ngữ học, nhà nghiên cứu văn hóa, tôn giáo, văn học dân gian nổi tiếng.
4. Đặng Thai Mai, nguyên Chủ tịch Liên hiệp các Hội Văn học nghệ thuật Việt Nam.
5. Đinh Gia Khánh, nhà nghiên cứu văn hóa và văn học dân gian nổi tiếng.
6. Đinh Xuân Lâm, một trong "tứ trụ" của nền sử học Việt Nam.
7. Hà Minh Đức, nguyên Viện trưởng Viện Văn học.
8. Hà Văn Tấn, một trong "tứ trụ" của nền sử học Việt Nam.
9. Hoàng Như Mai, nguyên Chủ tịch Hội nghiên cứu và giảng dạy văn học Thành phố Hồ Chí Minh.
10. Hoàng Xuân Nhị, nhà giáo, nhà văn, dịch giả nổi tiếng.
11. Lê Đình Kỵ, nhà nghiên cứu văn học nổi tiếng.
12. Lê Văn Lan, nhà sử học nổi tiếng.
13. Nguyễn Tài Cẩn, chuyên gia đầu ngành Ngôn ngữ học Việt Nam.
14. Phan Cự Đệ, một trong những nhà phê bình, lý luận văn học hàng đầu tại Việt Nam.
15. Phan Huy Lê, một trong "tứ trụ" của nền sử học Việt Nam.
16. Trần Đình Hượu, nhà nghiên cứu về văn học, nho giáo và lịch sử tư tưởng.
17. Trần Đức Thảo, nhà nghiên cứu triết học.
18. Trần Quốc Vượng, một trong "tứ trụ" của nền sử học Việt Nam.
19. Trần Văn Giàu, nhà khoa học, nhà nghiên cứu lịch sử, triết học và nhà giáo.
20. Nguyễn Kim Sơn, Bộ trưởng Bộ Giáo dục và Đào tạo.
21. Phạm Quang Nghị, Nguyên Ủy viên Bộ Chính trị, Nguyên Bí thư Thành ủy Hà Nội.
22. Lê Quốc Minh, Phó Trưởng Ban Tuyên giáo Trung ương, Chủ tịch Hội Nhà báo Việt Nam, Tổng Biên tập Báo Nhân Dân.
23. Lê Ngọc Quang, Ủy viên Ban Chấp hành Trung ương Đảng, Bí thư Đảng ủy, Tổng Giám đốc Đài Truyền hình Việt Nam.
24. Trương Anh Ngọc, phóng viên thời sự quốc tế, phóng viên thể thao, bình luận viên bóng đá, nhà văn và nhà báo, hiện công tác tại báo Thể thao & Văn hóa.

## Thành tích
- Huân chương Lao động hạng Nhất (1981).
- Huân chương Độc lập hạng Nhất (2001).
- Danh hiệu Anh hùng Lao động thời kì đổi mới (2005).
- Huân chương Hồ Chí Minh (2010).
- Huân chương Lao động hạng Nhất - lần thứ hai (2015).
- Tám nhà giáo được tặng Giải thưởng Hồ Chí Minh và 13 nhà giáo được tặng Giải thưởng Nhà nước về khoa học, công nghệ; 23 nhà giáo được phong tặng danh hiệu Nhà giáo Nhân dân và 40 nhà giáo được phong tặng danh hiệu Nhà giáo Ưu tú.